# Westminster (Maryland)
Pour les articles homonymes, voir Westminster (homonymie).
La ville de Westminster est le siège du comté de Carroll, situé dans l’État du Maryland, aux États-Unis. Sa population s’élevait à 18 590 habitants lors du recensement de 2010, estimée à 18 671 habitants en 2016.

## Démographie
| Groupe            | Westminster | Maryland | États-Unis |
| ----------------- | ----------- | -------- | ---------- |
| Blancs            | 86,0        | 58,2     | 72,4       |
| Afro-Américains   | 7,0         | 29,4     | 12,6       |
| Métis             | 2,5         | 2,9      | 2,9        |
| Asiatiques        | 2,2         | 5,5      | 4,8        |
| Autres            | 1,9         | 3,6      | 6,2        |
| Amérindiens       | 0,4         | 0,4      | 0,9        |
| Total             | 100         | 100      | 100        |
|                   |             |          |            |
| Latino-Américains | 6,0         | 8,1      | 16,7       |

Selon l’American Community Survey, pour la période 2011-2015, 92,60 % de la population âgée de plus de 5 ans déclare parler anglais à la maison, alors que 4,50 % déclare parler l'espagnol, 0,55 % l'ourdou et 2,35 % une autre langue.

## Source
- (en) Cet article est partiellement ou en totalité issu de l’article de Wikipédia en anglais intitulé « Westminster, Maryland » (voir la liste des auteurs).

1. ↑  (en) « Westminster, MD Population - Census 2010 and 2000 », sur censusviewer.com.
2. ↑  (en) « Population of Maryland - Census 2010 and 2000 », sur censusviewer.com.
3. ↑  (en) « Language spoken at home by ability to speak english for the population 5 years and over », sur factfinder.census.gov.